# Temporada da NBA de 1959–60
A temporada da NBA de 1959-60 foi a 14ª temporada da National Basketball Association (NBA). Ela encerrou com o Boston Celtics conquistando o campeonato da NBA após derrotar o St. Louis Hawks por 4-3 nas finais da NBA.

## Resultado final

### Divisão Leste
| Time                  | V  | D  | %    | JA |
| --------------------- | -- | -- | ---- | -- |
| Boston Celtics C      | 59 | 16 | .787 | -  |
| Philadelphia Warriors | 49 | 26 | .653 | 10 |
| Syracuse Nationals    | 45 | 30 | .600 | 14 |
| New York Knicks       | 27 | 48 | .360 | 32 |

### Divisão Oeste
| Time               | V  | D  | %    | JA |
| ------------------ | -- | -- | ---- | -- |
| St. Louis Hawks    | 46 | 29 | .613 | -  |
| Detroit Pistons    | 30 | 45 | .400 | 16 |
| Minneapolis Lakers | 25 | 50 | .333 | 21 |
| Cincinnati Royals  | 19 | 56 | .253 | 27 |

C - Campeão da NBA

## Líderes das estatísticas
| Categoria        | Jogador          | Time                  | Est.  |
| ---------------- | ---------------- | --------------------- | ----- |
| Pontos           | Wilt Chamberlain | Philadelphia Warriors | 2,707 |
| Rebotes          | Wilt Chamberlain | Philadelphia Warriors | 1,941 |
| Assistências     | Bob Cousy        | Boston Celtics        | 715   |
| Arremessos (%)   | Kenny Sears      | New York Knicks       | 47.7  |
| Tiros livres (%) | Dolph Schayes    | Syracuse Nationals    | 89.3  |

## Prêmios
- Jogador Mais Valioso: Wilt Chamberlain, Philadelphia Warriors
- Revelação do Ano: Wilt Chamberlain, Philadelphia Warriors

- All-NBA Primeiro Time:
  - Wilt Chamberlain, Philadelphia Warriors
  - Bob Pettit, St. Louis Hawks
  - Gene Shue, Detroit Pistons
  - Bob Cousy, Boston Celtics
  - Elgin Baylor, Minneapolis Lakers